# کامرر ۱۱۲۲۳۳
سیارک ۱۱۲۲۳۳ (به انگلیسی: 112233 Kammerer، نامگذاری:2002KC15) صد و دوازده هزار و دویست و سی و سومین سیارک کشف شده‌است که در ۱۶ مه ۲۰۰۲ کشف شد.